# Enrique Guaita
Enrique Guaita także Enrico Guaita (ur. 11 lipca 1910 w Lucas González, zm. 18 maja 1959 w Buenos Aires) – argentyński piłkarz, który występował na pozycji napastnika. 
Król strzelców Serie A w sezonie 1934/1935, w którym strzelił 28 goli.

## Kariera klubowa
Pierwszym klubem piłkarskim Guaity było Estudiantes La Plata. W pierwszej drużynie zadebiutował 12 kwietnia 1928 w spotkaniu przeciwko Independiente (4:4), w którym zdobył trzy gole. W trakcie gry dla Estudiantes współtworzył razem z Manuelem Ferreira, Alejandro Scopellim, Alberto Zozaya i Miguelem Laurim kwintet "Los Profesores" (Profesorowie), który w sezonie 1931 zdobył rekordowe 104 gole. 
W 1934 roku piłkarz przeniósł się do Włoch, zostając piłkarzem AS Romy. Do Włoch przeniósł się razem z Alejandro Scopellim oraz Andrésem Stagnaro. Tercet ten otrzymał przydomek "Tre moschettieri" (Trzej Muszkieterowie). Pierwszy sezon zakończył z 14 golami w 32 spotkaniach, a AS Roma zajęła piąte miejsce. Kolejny sezon był znacznie lepszy. Guaita z 27 bramkami został ligowym królem strzelców, które pozwoliły zająć czwartego miejsce w lidze. Napastnik wsławił się zdobyciem trzech bramek w spotkaniu z AS Livorno, po którym zyskał pseudonim "Il Corsaro Nero" (Czarny Korsarz) od czarnego koloru strojów jakie Roma nosiła w tym sezonie. 
Latem 1935 roku wybuchła wojna włosko-abisyńska. Chcący uniknąć powołania do armii, Guaita (razem ze Scopellim i Stagnaro) zdecydował się na powrót do Argentyny. W ojczyznie został piłkarzem Racing Clubu, w którym spędził dwa sezony. W 1938 roku ponownie został piłkarzem Estudiantes, gdzie występował do końca kariery w 1940 roku.

## Kariera reprezentacyjna

### Argentyna
W reprezentacji Argentyny zadebiutował w 1933 roku, w spotkaniu przeciwko Urugwajowi. Do kadry "Albicelestes" powrócił podczas turnieju Copa América 1937, gdzie rozegrał dwa spotkania przeciwko Brazylii i zdobył złoty medal. 
| Reprezentacja | Rok  | Mecze | Gole |
| ------------- | ---- | ----- | ---- |
| Argentyna     | 1933 | 2     | 1    |
| Argentyna     | 1937 | 2     | 0    |

### Włochy
W 1934 roku został powołany do reprezentacji Włoch na mecz przeciwko Austrii (2:4), w którym zdobył dwa gole. Uczestnik Mistrzostw Świata 1934. W trakcie turnieju pojawił się na boisku w czterech meczach i strzelił jedną bramkę w półfinałowym spotkaniu z Austrią. Łącznie w "Squadra Azzurra" rozegrał 10 spotkań i zdobył 5 bramek.
| Reprezentacja | Rok  | Mecze | Gole |
| ------------- | ---- | ----- | ---- |
| Włochy        | 1934 | 8     | 5    |
| Włochy        | 1935 | 2     | 0    |

## Śmierć
Po zakończeniu kariery został kierownikiem więzienia w Bahia Blanca. Zmarł w biedzie i zapomnieniu w maju 1959 roku. 